# سانت أنيول دي فينيستريس
بلدية سانت أنيول دي فينيستريس (بالإسبانية: Sant Aniol de Finestrás) هي بلدية تقع في مقاطعة جرندة التابعة لمنطقة كتالونيا شمال شرق إسبانيا.

## الديموغرافيا
بلغ عدد سكان بلدية سانت أنيول دي فينيستريس 345 نسمة عام 2011 (وفقاً للمعهد الوطني الإسباني للإحصاء).
| 251 | 269 | 288 | 286 | 306 | 327 | 345 |